# Rynek Chemiczny
Rynek Chemiczny – czasopismo branżowe, miesięcznik ukazujący się od roku 1995 do 2008.